# Japoński motocykl klasyczny

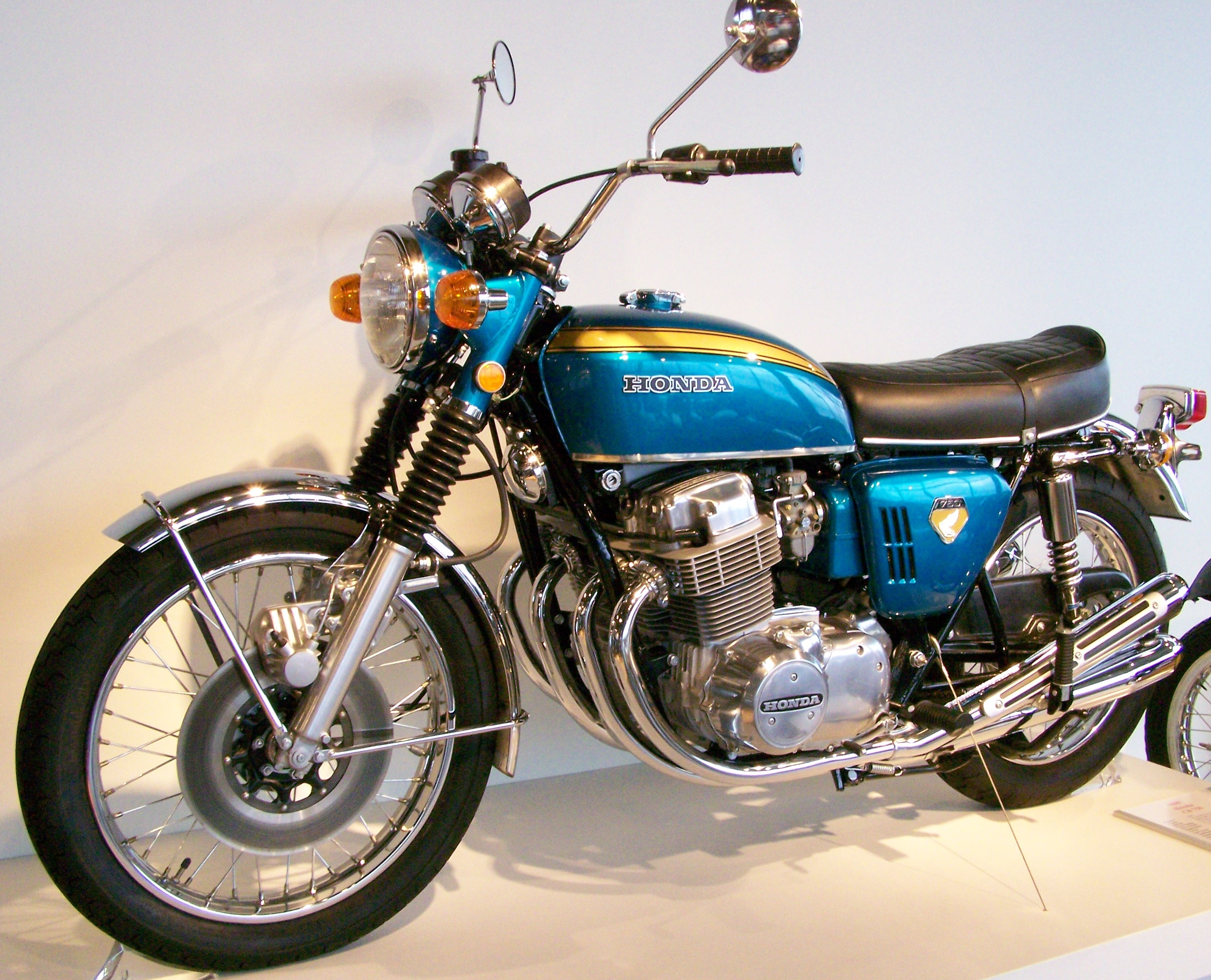
Honda CB750 klasyczny UJM

Podstawową platformą była wyprostowana pozycja kierowcy motocykla zasilanego przez gaźniki, silnik chłodzony powietrzem zamontowanym w stalowej rurowej ramie i z przynajmniej jednym hamulcem tarczowym. Prosta konstrukcja sprawiła, że motocyklizm stał się dostępony dla kierowców różnego rodzaju i o różnym poziomie umiejętności. UJM był dostępny w różnych miejscach i pomógł rozwijać się w Ameryce podczas lat siedemdziesiątych i osiemdziesiątych"

Motocykl klasyczny (ang. Universal Japanese Motorcycle lub UJM) – termin powstały w połowie lat siedemdziesiątych autorstwa magazynu Cycle Magazine w celu opisania podobnych japońskich motocykli, które stały się powszechne po wprowadzeniu przez Hondę udanego modelu CB 750. CB750 stała się wizualnym wzorem dla wszystkich trzech pozostałych głównych japońskich producentów motocykli.
W 2011 New York Times napisał: "W 1969 CB 750, która używała rzędowego czterocylindrowego silnika, stała się definicją Uniwersalnego Japońskiego Motocykla"
Szablonowy UJM charakteryzowały: czterocylindrowy silnik, klasyczna pozycja kierowcy, gaźnik dla każdego cylindra, skrzynia biegów zamknięta w obudowie silnika, tarczowe przednie hamulce, standardowa kołyskowa rama rurowa, teleskopowe przednie zawieszenie oraz dwa amortyzatory tylne. Główni japońscy producenci motocykli Honda, Kawasaki, Suzuki, Yamaha zaczęli powielać ten wzór i UJM stworzył jednorodność formy, funkcjonalności i jakości. UJM obejmował tak wybitne modele jak Honda CB 500, Kawasaki Z1 i Susuki GS 750. Maszyny takie były masowo sprzedawane i koncepcję UJM kontynuowano przez wiele dekad.
W 1976 "Cycle" opisał nowy zjawisko słowami:
"W trudnym świecie handlu gracze naśladują i naśladowcy naśladują. W końcu powstał rodzaj Uniwersalnego Japońskiego Motocykla identycznego, wykonanego z precyzją i produkowanego w tysiącach"
W 2010 Hans Hetrick w książce "Spore Bikes" napisał tak "W latach 70'ych, japońskie kompanie eksperymentowały z różnymi typami silników i konstrukcji ram. Ich pomysły wkrótce pojawiły się w solidnym opakowaniu. Ten projekt stał się znany jako Uniwersalny Japoński Motocykl lub UJM".
W latach osiemdziesiątych i dziewięćdziesiątych japońscy producenci rozszerzyli swoje oferty o obudowane motocykle sportowe, repliki motocykli wyścigowych, motocykle typu dual-sport i muscle bike.

## Współczesne UJM
Odrodzenie rynku doprowadziło japońskich producentów do wprowadzenia nowoczesnych interpretacji UJM, w tym Hondy CB 1100 z 2010.
Kiedy Suzuki wprowadzało swoje Suzuki TU250X w 2009 na rynek amerykański, autor Pete Brissette z Motorcycle.com napisał, że Suzuki "Powraca do prostej formy UJM to powrót do przyjemności z jazdy przyjaznymi, prostymi motocyklami". Kiedy Bandit powrócił w 2015, autor Sean MacDonald napisał "Bandit 1250S naprawdę jest jednym z ostatnich UJM".